# Zamora (Falcón)
Pour les articles homonymes, voir Zamora (homonymie).
Zamora est l'une des 25 municipalités de l'État de Falcón au Venezuela. Son chef-lieu est Puerto Cumarebo. En 2011, la population s'élève à 33 210 habitants.

## Géographie

### Subdivisions
La municipalité est divisée en cinq paroisses civiles avec, chacune à sa tête, une capitale (entre parenthèses) : 
- La Ciénaga (La Ciénaga) ;
- La Soledad (La Soledad) ;
- Pueblo Cumarebo (Pueblo Cumarebo) ;
- Puerto Cumarebo (Puerto Cumarebo) ;
- Zazárida (Zazárida).